# Arthur Ellis Award
Gli Arthur Ellis Awards sono un gruppo di premi letterari canadesi presentati annualmente dai Crime Writers of Canada, al fine di decretare la migliore opera di crimine e mistero.
I premi prendono il nome da Arthur Ellis, lo pseudonimo del boia ufficiale canadese. La statuetta del premio ha anch'essa la forma di un impiccato. Le braccia e le gambe si muovono quando si tira la corda della statua.
Vengono consegnati premi per Best Novel, Best Short Story, Best First Novel, Best True Crime Book, Best Juvenile Crime Book e Best French Crime Writing.

## Miglior romanzo
- 1984 - Eric Wright, The Night the Gods Smiled
- 1985 - Howard Engel, Murder Sees the Light
- 1986 - Eric Wright, Death in the Old Country
- 1987 - Edward O. Phillips, Buried on Sunday
- 1988 - Carol Shields, Swann: A Mystery
- 1989 - Chris Scott, Jack
- 1990 - Laurence Gough, Hot Shots
- 1991 - L. R. Wright, A Chill Rain in January
- 1992 - Peter Robinson, Past Reason Hated
- 1993 - Carsten Stroud, Lizardskin
- 1994 - John Lawrence Reynolds, Gypsy Sins
- 1995 - Gail Bowen, A Colder Kind of Death
- 1996 - L. R. Wright, Mother Love
- 1997 - Peter Robinson, Innocent Graves
- 1998 - William Deverell, Trial of Passion
- 1999 - Nora Kelly, Old Wounds
- 2000 - Rosemary Aubert, The Feast of Stephen
- 2001 - Peter Robinson, Cold is the Grave
- 2002 - Michelle Spring, In the Midnight Hour
- 2003 - Rick Mofina, Blood of Others
- 2004 - Giles Blunt, The Delicate Storm
- 2005 - Barbara Fradkin, Fifth Son
- 2006 - William Deverell, April Fool
- 2007 - Barbara Fradkin, Honour Among Men
- 2008 - Jon Redfern, Trumpets Sound No More
- 2009 - Linwood Barclay, Too Close to Home
- 2010 - Howard Shrier, High Chicago
- 2011 - Louise Penny, Bury Your Dead
- 2012 - Peter Robinson, Before the Poison
- 2013 - Giles Blunt, Until the Night
- 2014 - Seán Haldane, The Devil's Making
- 2015 - C. C. Humphreys, Plague: Murder Has a New Friend
- 2016 - Peter Kirby, Open Season
- 2017 - Donna Morrissey, The Fortunate Brother
- 2018 - Peter Robinson, Sleeping in the Ground
- 2019 - Anne Emery, Though the Heavens Fall
- 2020 - Michael Christie, Greenwood[1]
- 2021 - Will Ferguson, The Finder[2]
- 2022 - Dietrich Kalteis, Under an Outlaw Moon[3]
- 2023 - Anthony Bidulka, Going to Beautiful[4]
- 2024 - Loreth Anne White, The Maid's Diary[5]

## Derrick Murdoch Award
È un premio speciale per i contributi al genere di crimine e mistero, consegnato a discrezione del presidente dei Crime Writers of Canada. Quando fu presentato per la prima volta nel 1984, era chiamato Chairman's Award, venne rinominato in seguito in onore del primo vincitore, Derrick Murdoch.
- 1984 - Derrick Murdoch
- 1985 - Tony Aspler
- 1986 - Margaret Millar
- 1987 - CBC Drama Department
- 1988 - J.D. Singh e Jim Reicker
- 1990 - Eric Wilson
- 1992 - William Bankier, James Powell e Peter Sellers
- 1995 - Jim e Margaret McBride
- 1998 - Howard Engel e Eric Wright
- 1999 - Ted Wood
- 2000 - Eddie Barber, Rick Blechta, John North e David Skene-Melvin
- 2001 - L. R. Wright
- 2002 - James Dubro e Caro Soles
- 2003 - Margaret Cannon
- 2004 - Cheryl Freedman
- 2005 - Max Haines
- 2006 - Mary Jane Maffini
- 2008 - Edward D. Hoch
- 2009 - Gail Bowen
- 2010 - Peter Robinson
- 2011 - Lou Allin e N.A.T. Grant
- 2012 - Catherine Astolfo e Don Graves
- 2013 - non assegnato
- 2014 - non assegnato
- 2015 - Sylvia McConnell
- 2016 - non assegnato
- 2017 - Christina Jennings
- 2018 - non assegnato
- 2019 - Vicki Delany
- 2021 - Marian Misters

## Best Genre Criticism/Reference
Il premio Best Genre Criticism or Reference è stato assegnato solo due volte.
- 1991 - Donald A. Redmond, Sherlock Holmes Among the Pirates
- 1992 - Wesley A. Wark, Spy Fiction, Spy Films and Real Intelligence

## Best Play
Il premio Best Play è stato assegnato una sola volta. 
- 1994 - Timothy Findley, The Stillborn Lover